# تپه واشیان
تپه واشیان مربوط به دوران پیش از تاریخ ایران باستان تا دوران‌های تاریخی پس از اسلام بویژه دوره ساسانیان است و در شهرستان پلدختر، ۱۵ کیلومتر شمال شرق پل دختر واقع شده باکاربری نگهبانی و نماد تمدن ساکن در دشت واشیان که بنا برگفته‌ها دارای دری روبه طلوع آفتاب وراه‌های عبور ومرور در زیر آن به صورت قنات بوده که به صورت آب انبار نیز استفاده می‌شده‌اند ولی اکنون به مرور زمان تخریب شده‌اند بنا برگفته‌ها به احتمال زیاد این تپه محل نگهداری گنج بزرگی از دوران باستان می‌باشد و این اثر در تاریخ ۱۶ آبان ۱۳۷۹ با شمارهٔ ثبت ۲۸۲۳ به‌عنوان یکی از آثار ملی ایران به ثبت رسیده است.